# Canton de Tergnier
Le canton de Tergnier est une circonscription électorale française située dans le département de l'Aisne et la région Hauts-de-France.
À la suite du redécoupage cantonal de 2014, les limites territoriales du canton sont remaniées. Le nombre de communes du canton passe de 4 à 24.

## Géographie
Ce canton est organisé autour de Tergnier dans l'arrondissement de Laon. Son altitude varie de 44 m (Tergnier) à 91 m (Liez) pour une altitude moyenne de 55 m.

## Histoire

### Avant le redécoupage de 2015
Le canton de Tergnier est créé en 1973,, par le détachement de sept communes du canton de La Fère : Beautor, Fargniers, Liez, Mennessis, Quessy, Tergnier et Vouël. Il est d'ailleurs le seul canton créé sur les cinq à cette même date, car les quatre autres cantons sont des divisions d'anciens cantons et ont conservé le même chef-lieu. Le chef-lieu de ce canton est fixé à Tergnier. 
En 1974, Fargniers et Vouël fusionnent avec Tergnier et deviennent des communes associées. Le nombre de communes passe de 7 à 5. En 1991, Quessy est rattaché à Tergnier comme commune associée. 
Le canton est composé de quatre communes depuis cette date et garde cette composition jusqu'en mars 2015. Il porte le code canton 0242.

### Après le redécoupage de 2015
Un nouveau découpage territorial de l'Aisne entre en vigueur en mars 2015, défini par le décret du 21 février 2014, en application des lois du 17 mai 2013 (loi organique 2013-402 et loi 2013-403). Les conseillers départementaux sont, à compter de ces élections, élus au scrutin majoritaire binominal mixte. Les électeurs de chaque canton élisent au Conseil départemental, nouvelle appellation du Conseil général, deux membres de sexe différent, qui se présentent en binôme de candidats. Les conseillers départementaux sont élus pour 6 ans au scrutin binominal majoritaire à deux tours, l'accès au second tour nécessitant 12,5 % des inscrits au premier tour. En outre la totalité des conseillers départementaux est renouvelée. Ce nouveau mode de scrutin nécessite un redécoupage des cantons dont le nombre est divisé par deux avec arrondi à l'unité impaire supérieure. Dans l'Aisne, le nombre de cantons passe ainsi de 42 à 21. Le canton de Tergnier fait partie des treize cantons du département, dont les limites territoriales diffèrent. les huit autres sont des nouveaux cantons.
Avec ce redécoupage, le canton de La Fère fusionne avec celui de Tergnier, recréant ainsi le canton de la Fère dans ses anciennes limites d'avant 1973. Le bureau centralisateur est fixé à Tergnier. Le canton compte 24 communes, avec un nouveau code canton 0218.

## Représentation

### Représentation avant de 2015
| Période | Période          | Identité                 | Étiquette   | Qualité |
| ------- | ---------------- | ------------------------ | ----------- | --- |
| 1973    | 1988             | Paul Hauriez (1927-1989) | PCF         | Cheminot Maire de Quessy (1965-1989) Conseiller général du Canton de La Fère (1970-1973) Suppléant du député Roland Renard (1973-1978) |
| 1988    | 1998 (démission) | Jacques Desallangre      | PS puis MDC | Journaliste Maire de Tergnier (1983-2009) Suppléant du député Bernard Lefranc (1988-1993) Député (1997-2012)                           |
| 1998    | 2015             | Michel Carreau           | PCF         | Cadre 2e Adjoint au Maire de Tergnier Vice-Président du Conseil Général                                                                |

### Représentation après 2015
| Période élective | Période élective | Mandat | Mandat   | Identité        | Nuance | Nuance | Qualité                                                                                             |
| ---------------- | ---------------- | ------ | -------- | --------------- | ------ | ------ | --------------------------------------------------------------------------------------------------- |
| 2015             | 2021             | 2015   | 2021     | Michel Carreau  |        | PCF    | Maire de Tergnier (depuis 2020)                                                                     |
| 2015             | 2021             | 2015   | 2021     | Caroline Varlet |        | DVG    | Artiste Conseillère municipale de Saint-Gobain (jusqu'en 2020)                                      |
| 2021             | 2028             | 2021   | en cours | Aurélien Gall   |        | PCF    | Formateur en CFA Premier Adjoint au maire de Tergnier Secrétaire départemental du PCF (depuis 2018) |
| 2021             | 2028             | 2021   | en cours | Caroline Varlet |        | DVG    | Artiste                                                                                             |

#### Élections de mars 2015
À l'issue du premier tour des élections départementales de 2015, deux binômes sont en ballottage : Danielle Deguin-Dawson et Jean-Louis Roux (FN, 37,44 %) et Michel Carreau et Caroline Varlet (Union de la Gauche, 27,07 %). Le taux de participation est de 48,87 % (10 329 votants sur 21 135 inscrits) contre 53,32 % au niveau départemental et 50,17 % au niveau national.
Au second tour, Michel Carreau et Caroline Varlet (Union de la Gauche) sont élus Conseillers départementaux de l'Aisne avec 53,16 % des suffrages exprimés et un taux de participation de 49,37 % (5 071 voix pour 10 434 votants et 21 135 inscrits).

#### Élections de juin 2021
Le premier tour des élections départementales de 2021 est marqué par un très faible taux de participation (33,26 % au niveau national). Dans le canton de Tergnier, ce taux de participation est de 30,27 % (6 277 votants sur 20 740 inscrits) contre 34,94 % au niveau départemental. À l'issue de ce premier tour, deux binômes sont en ballottage : Aurélien Gall et Caroline Varlet (DVG, 42,71 %) et Frédy Deguin-Dawson et Virginie Gillion (RN, 30,43 %).
Le second tour des élections est marqué une nouvelle fois par une abstention massive équivalente au premier tour. Les taux de participation sont de 34,3 % au niveau national, 34,65 % dans le département et 31,13 % dans le canton de Tergnier. Aurélien Gall et Caroline Varlet (DVG) sont élus avec 63,22 % des suffrages exprimés (3 799 voix pour 6 459 votants et 20 746 inscrits),,.

## Composition

### Composition avant 2015

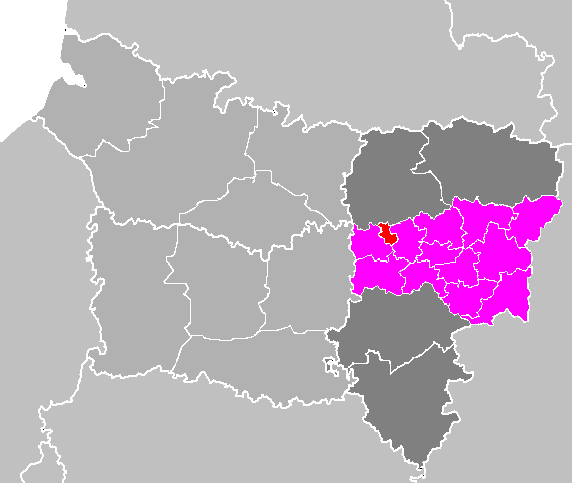
Situation du canton de Tergnier dans le département de l'Aisne avant 2015.

Le canton de Tergnier regroupait 4 communes et comptait 17 628 habitants en 2012.
| Nom                  | Code Insee | Codepostal | Superficie (km2) | Population (dernière pop. légale) | Densité (hab./km2) |
| -------------------- | ---------- | ---------- | ---------------- | --------------------------------- | ------------------ |
| Tergnier (chef-lieu) | 02738      | 02700      | 17,95            | 14 110 (2012)                     | 786                |
| Beautor              | 02059      | 02800      | 7,44             | 2 675 (2012)                      | 360                |
| Liez                 | 02431      | 02700      | 5,45             | 421 (2012)                        | 77                 |
| Mennessis            | 02474      | 02700      | 5,23             | 422 (2012)                        | 81                 |

### Composition à partir de 2015
Le canton de Tergnier regroupe 24 communes.
| Nom                              | Code Insee | Intercommunalité           | Superficie (km2) | Population (dernière pop. légale) | Densité (hab./km2) | Modifier                                    |
| -------------------------------- | ---------- | -------------------------- | ---------------- | --------------------------------- | ------------------ | ------------------------------------------- |
| Tergnier (bureau centralisateur) | 02738      | CA Chauny-Tergnier-La Fère | 17,95            | 13 261 (2022)                     | 739                | modifier les données · modifier les données |
| Achery                           | 02002      | CA Chauny-Tergnier-La Fère | 6,90             | 586 (2022)                        | 85                 | modifier les données · modifier les données |
| Andelain                         | 02016      | CA Chauny-Tergnier-La Fère | 2,91             | 211 (2022)                        | 73                 | modifier les données · modifier les données |
| Anguilcourt-le-Sart              | 02017      | CA Chauny-Tergnier-La Fère | 9,14             | 281 (2022)                        | 31                 | modifier les données · modifier les données |
| Beautor                          | 02059      | CA Chauny-Tergnier-La Fère | 7,44             | 2 625 (2022)                      | 353                | modifier les données · modifier les données |
| Bertaucourt-Epourdon             | 02074      | CA Chauny-Tergnier-La Fère | 7,46             | 586 (2022)                        | 79                 | modifier les données · modifier les données |
| Brie                             | 02122      | CA Chauny-Tergnier-La Fère | 2,80             | 54 (2022)                         | 19                 | modifier les données · modifier les données |
| Charmes                          | 02165      | CA Chauny-Tergnier-La Fère | 3,66             | 1 596 (2022)                      | 436                | modifier les données · modifier les données |
| Courbes                          | 02222      | CA Chauny-Tergnier-La Fère | 3,16             | 39 (2022)                         | 12                 | modifier les données · modifier les données |
| Danizy                           | 02260      | CA Chauny-Tergnier-La Fère | 4,49             | 624 (2022)                        | 139                | modifier les données · modifier les données |
| Deuillet                         | 02262      | CA Chauny-Tergnier-La Fère | 3,76             | 202 (2022)                        | 54                 | modifier les données · modifier les données |
| La Fère                          | 02304      | CA Chauny-Tergnier-La Fère | 6,73             | 2 860 (2022)                      | 425                | modifier les données · modifier les données |
| Fourdrain                        | 02329      | CA Chauny-Tergnier-La Fère | 9,45             | 414 (2022)                        | 44                 | modifier les données · modifier les données |
| Fressancourt                     | 02335      | CA Chauny-Tergnier-La Fère | 2,51             | 171 (2022)                        | 68                 | modifier les données · modifier les données |
| Liez                             | 02431      | CA Chauny-Tergnier-La Fère | 5,45             | 383 (2022)                        | 70                 | modifier les données · modifier les données |
| Mayot                            | 02473      | CA Chauny-Tergnier-La Fère | 3,42             | 213 (2022)                        | 62                 | modifier les données · modifier les données |
| Mennessis                        | 02474      | CA Chauny-Tergnier-La Fère | 5,23             | 407 (2022)                        | 78                 | modifier les données · modifier les données |
| Monceau-lès-Leups                | 02492      | CA Chauny-Tergnier-La Fère | 13,30            | 434 (2022)                        | 33                 | modifier les données · modifier les données |
| Rogécourt                        | 02651      | CA Chauny-Tergnier-La Fère | 5,54             | 94 (2022)                         | 17                 | modifier les données · modifier les données |
| Saint-Gobain                     | 02680      | CA Chauny-Tergnier-La Fère | 29,73            | 2 313 (2022)                      | 78                 | modifier les données · modifier les données |
| Saint-Nicolas-aux-Bois           | 02685      | CA Chauny-Tergnier-La Fère | 6,64             | 116 (2022)                        | 17                 | modifier les données · modifier les données |
| Servais                          | 02716      | CA Chauny-Tergnier-La Fère | 5,51             | 290 (2022)                        | 53                 | modifier les données · modifier les données |
| Travecy                          | 02746      | CA Chauny-Tergnier-La Fère | 14,52            | 683 (2022)                        | 47                 | modifier les données · modifier les données |
| Versigny                         | 02788      | CA Chauny-Tergnier-La Fère | 12,89            | 467 (2022)                        | 36                 | modifier les données · modifier les données |
| Canton de Tergnier               | 0218       |                            | 190,59           | 28 910 (2022)                     | 152                | modifier les données                        |

## Démographie

### Démographie avant le redécoupage de 2015
| 1975   | 1982   | 1990   | 1999   | 2006   | 2007   | 2008   | 2009   | 2010   |
| ------ | ------ | ------ | ------ | ------ | ------ | ------ | ------ | ------ |
| 19 769 | 19 676 | 18 888 | 18 835 | 18 153 | 18 242 | 17 965 | 17 871 | 17 635 |

| 2011   | 2012   | - | - | - | - | - | - | - |
| ------ | ------ | - | - | - | - | - | - | - |
| 17 642 | 17 628 | - | - | - | - | - | - | - |

### Démographie après le redécoupage de 2015
En 2022, le canton comptait 28 910 habitants, en évolution de −1,95 % par rapport à 2016 (Aisne : −1,97 %, France hors Mayotte : +2,11 %).
| 2013   | 2018   | 2022   |
| ------ | ------ | ------ |
| 29 921 | 29 445 | 28 910 |